# Diospyros fasciculosa
Espèce
Statut de conservation UICN

LC : Préoccupation mineure
Diospyros fasciculosa, le Tijatija, est une espèce de plantes à fleurs de la famille des Ebenaceae.

## Description
C'est un arbre.

## Distribution
Cette plante a pour aire de répartition d'origine les États australiens du Queensland et de Nouvelle-Galles du Sud, la Nouvelle-Calédonie, et les îles Fidji.

## Systématique
Le nom correct complet (avec auteur) de ce taxon est Diospyros fasciculosa (F.Muell.) F.Muell..
L'espèce a été initialement classée dans le genre Maba sous le basionyme Maba fasciculosa F.Muell..
Diospyros fasciculosa a pour synonymes :
- Diospyros ruminata (Hiern) Bakh.
- Ebenus fasciculosa (F.Muell.) Kuntze
- Ebenus ruminata (Hiern) Kuntze
- Maba fasciculosa F.Muell.
- Maba laxiflora Benth.
- Maba ruminata Hiern
- Maba tenuinervia Koord. & Valeton ex Koord.-Schum.